# Grayling Fork Black River
Der Grayling Fork Black River (Unter- und Mittellauf in Alaska) oder Grayling Fork (Oberlauf in Kanada) ist ein etwa 202 Kilometer langer rechter Nebenfluss des Draanjik River (vormals Black River; englisch für „schwarzer Fluss“), der vom kanadischen Territorium Yukon nach Alaska fließt. Grayling ist der englische Name für Äschen und bezieht sich auf die im Fluss vorkommende Arktische Äsche.

## Verlauf
Der Grayling Fork hat seinen Ursprung in einem Höhenkamm des Porcupine Plateaus im kanadischen Territorium Yukon. Das 1000 m hoch gelegene Quellgebiet liegt unweit der Quellregion des Porcupine River. Der Grayling Fork fließt anfangs etwa 50 km in nordwestlicher Richtung durch das Hügelland. Anschließend wendet sich der Fluss nach Westen und überquert bei Flusskilometer 144 die Staatsgrenze nach Alaska.
Wenig später verlässt der Fluss das Hügelland und durchquert auf seinem Mittel- und Unterlauf eine sumpfige Hochebene. Er weist auf diesem Abschnitt ein stark mäandrierendes Verhalten mit zahlreichen engen Flussschlingen und Altarmen auf. Er fließt nach der Grenze noch knapp 50 km nach Westen, bevor er nach Nordwesten abbiegt. Bei Flusskilometer 77 trifft der Bull Creek von Süden kommend linksseitig auf den Grayling Fork Black River. Dieser fließt noch knapp 25 km nach Nordwesten, bevor er sich auf seinen letzten 50 Kilometern nach Südwesten wendet. Der Grayling Fork Black River trifft schließlich auf den nach Norden fließenden Draanjik River. Die Mündung befindet sich auf einer Höhe von 211 m.